# Prionyx senilis
Prionyx senilis är en biart som först beskrevs av Morice 1911.  Prionyx senilis ingår i släktet Prionyx och familjen grävsteklar. Inga underarter finns listade i Catalogue of Life.